# Toy
António Manuel Neves Ferrão, mais conhecido pelo nome artístico Toy (Setúbal, 10 de fevereiro de 1963), é um cantor português de música ligeira/popular do género nacional-cançonetista.

## Biografia e carreira
Começou a sua carreira artística aos 5 anos numa festa de uma colectividade de Setúbal. Com 10 anos de idade entrou para um grupo de teatro local onde esteve durante 10 anos.
Após a conclusão dos estudos emigrou para a Alemanha. Está por terras alemãs durante 8 anos, entre os 17 e os 25 anos. Aí trabalhou como torneiro-mecânico mas também como produtor de diversos artistas e tocou com um conjunto de guitarras de Portugal e foi vocalista de um grupo de jazz. Nesse país junta-se a uma banda chamada Prestige, com músicos alemães, que lançam um single com os temas "Mini Saia" e "Berlim".
Em 1985 editou, em Portugal, o single "Dias de Paz" através da editora Rádio Triunfo. Pela editora Ovação lançou depois o single "Depois de Ti". A sua grande oportunidade acontece quando escreve as músicas "Portugal Sonhado", "Tanto Mel Tanto Amor" e "Lembro-te" para o álbum "Sedução" de Marco Paulo, lançado em 1986. Também escreve "Tu És Para Mim" para o disco "Sonhador" de José Alberto Reis de 1988.
Regressa a Portugal no ano de 1988 e passa a usar o nome artístico de Toy em vez de António Ferrão. Lança o single "Mulher Latina" através da editora Transmédia. O single "Mãe (três letras de saudade)" foi lançado em Abril de 1989. Na mesma altura foi lançada uma edição em LP e K7 com 9 temas. Em 1989 e 1990 colabora como Camuta nos discos "Dançando Lambada" e "Tieta" da editora Discossete.
No início de 1990 foi editado o LP "Por Ti" com 10 novos temas. Nesse ano fica em 3º lugar no Festival RTP da Canção com o tema "Mais e Mais" onde obtém o prémio para a melhor interpretação.
Assinou entretanto um contrato de 5 anos com a editora Valentim de Carvalho. Em 1991 lança o single "E Até Quando". Seguem-se os álbuns "Quem é quem é" (com grandes sucessos como "Quem É Que Nunca Amou" e "Maria Portuguesa") e "Anjo vingador", este em 1992. Em 1995 é editado o álbum "Champanhe e Amor".
A colectânea "Todos Os Sucessos" incluía temas como "Champanhe e Amor", uma versão de "Na Cabana Junto À Praia" de José Cid e "Chama o António" que se torna um dos seus temas mais conhecidos. Durante o período que esteve ligado à Valentim de Carvalho desenvolveu outros trabalhos destinados a programas televisivos como o Buereré e Um, Dois, Três.
Em 1997 mudou de editora passando para a Espacial. "Aguenta-te com Esta" foi o primeira tema que lançou nesta editora. Em 1998 gravou "Estupidamente Apaixonado". Pouco tempo mais tarde, participou como júri residente do programa de televisão Ri-te, Ri-te, da TVI.
Em 2000 apresentou o tema "Tu foste o grande amor" onde dá relevo à sua faceta de cantor romântico. É convidado para director musical do programa Tic-tac Milionário, da TVI, e é ainda autor da música do genérico da novela Olhos de Água, para onde assinou a direcção musical.
Em 2002 lança o álbum Eternamente Teu, do qual se destacou o tema "És Tão Sensual". Participa num programa da SIC, que retratava o seu dia-a-dia, chamado Na Casa do Toy, e lança nova colectânea.
Lança os álbuns É Só Sexo e Sou Português. Nos formatos CD e DVD é editada a actuação de 2007 no Coliseu dos Recreios: "Directo Ao Coração". Neste disco aparece uma rapsódia de quatro músicas internacionais (espanhol, francês, alemão e inglês) que foram a origem dos discos seguintes.
Regrava alguns dos seus temas preferidos no disco "Recordações". Em 2009 volta a lançar novo trabalho de  versões com o disco "Recordações 2". Destaca-se uma versão de "Quando", de Roberto Carlos, e "Lado a Lado", num dueto inesperado com Simone de Oliveira.
Em 2010 é lançado o "pack" promocional "Grandes Êxitos" com os dois álbuns da série "Recordações". É editado ainda um terceiro volume "Recordações" em Dezembro de 2010.
Em 2011 é lançado um "pack" com o três discos da série Recordações. No início de 2012 participa no programa A Tua Cara Não Me É Estranha, da TVI
É editado "Enquanto estou vivo". Segue-se "Um Amor Especial - Ao Vivo" editado em 2014 nos formatos CD e DVD.
Em 2016 apresenta o tema "Coração Não Tem Idade (Vou Beijar)". O álbum Coração Não Tem Idade, que contém o tema homónimo, é editado em fevereiro de 2017. No início do outono de 2018, o tema  "Coração Não Tem Idade (Vou Beijar)" acabaria por chegar ao nº 28 do top português de singles, algo inédito, tendo em conta o género musical da canção, desde que o mesmo top começou a ser compilado, em janeiro de 2016. O sucesso de "Coração Não Tem Idade (Vou Beijar)" foi tal, que o cantor Agir lançou uma cover do tema nesse mesmo outono. Um dos versos mais conhecidos de "Coração Não Tem Idade (Vou Beijar)" deu mote ao nome da compilação que Toy lançou em 2018, Toda a Noite Hmmm Hmmm, que para além do referido tema, inclui outros êxitos do cantor, como "Estupidamente Apaixonado", "És Tão Sensual" ou "Aguenta-te Com Esta".  De certa forma, "Coração Não Tem Idade (Vou Beijar)" revitalizou a carreira do cantor, que recuperou a popularidade que teve na década de 1990 e no início dos anos 2000. Isso pode ser visto nas várias presenças nos média por parte de Toy, na sua participação em anúncios publicitários ou na utilização de temas musicais seus em publicidadeː em 2020, a marca Dulcolax utilizou uma adaptação de "Coração Não Tem Idade (Vou Beijar)" num anúncio televisivo e radiofónico; Toy apareceu no 4º episódio da série satírica Do Contra (portal Sapo e MEO) a cantar, juntamente com as marionetas que representam António Costa e Marcelo Rebelo de Sousa, uma versão de "Coração Não Tem Idade (Vou Beijar)" alusiva ao fim do segundo confinamento imposto em Portugal na sequência da pandemia de SARS-CoV-2; nos primeiros anos da década de 2020, Toy deu também a cara, em várias campanhas, pela rede de supermercados Intermarché em Portugal; a versão portuguesa programa de entretenimento Taskmaster (RTP), emitida desde 2022, conta com a participação regular do cantor popular. Entre 23 de maio de 2021 e 11 de julho de 2021, o cantor fez parte do elenco do programa Somos Portugal, da TVI, enquanto artista residente.
Em 2025, estreia-se como apresentador do programa de apanhados na TVI Só Rir.

## Prémios
Play - Prémios da Música Portuguesa
| Ano  | Categoria                       | Trabalho             | Resultado |
| ---- | ------------------------------- | -------------------- | --------- |
| 2025 | Melhor Canção Ligeira e Popular | "Vou Beijar na Boca" | Venceu    |

## Apoio político
Toy, apesar de não ter filiação política, apoiou a CDU - a coligação entre o Partido Comunista Português (PCP) e o Partido Ecologista "Os Verdes" - às eleições legislativas de 2019
Durante a primeira semana para a campanha para as eleições legislativas antecipadas de 2024, o artista afirmou que sempre votou na CDU, por uma questão de "filosofia e honestidade", mas que dessa vez não estava completamente decidido em relação ao seu voto e que tinha "pena que a honestidade da esquerda [tivesse] perdido um bocadinho aquilo que tem sido ao longo do tempo". Já em maio de 2024, revelou o seu apoio à lista da CDU para as eleições parlamentares europeias desse ano, nomeadamente ao cabeça-de-lista da mesma, João Oliveira (PCP), ressalvando a necessidade de "paz" e que "não podemos continuar a alimentar esta guerra com a venda de armas".

## Filiação desportivɑ
Toy é adepto do Vitória Futebol Clube.

## Controvérsiɑ
Em 2021, durante uma breve passagem como comentador do Big Brother, Toy afirmou que as doenças mentais "[eram] doenças jovens", acrescentando ainda o seguinteː “É extremamente inacreditável que a canábis seja proibida e que os antidepressivos, súper agressivos, sejam autorizados“. Estas afirmações foram condenadas pelo psiquiatra Gustavo Jesus, psiquiatra no Centro Hospitalar e Universitário Lisboa Central.
Em 2024, "confrontado" pela humorista Joana Marques no programa Três da Manhã, da Rádio Renascença, Toy explicou que aquilo a que se tinha referido três anos anos "[era] verdade é que sempre aconteceram os problemas das depressões e essas coisas todas, só que nunca foram levados a sério”.

## Discografia
- Dias de Paz / Voltei A Ser Eu - Single - Orfeu/Rádio Triunfo - 1985 [como António Ferrão]
- Depois de Ti / Tina - Single - Ovação [como António Ferrão]
- Mulher Latina / Uma Vez Mais - Single - Transmédia - 1988
- Mãe (três letras de saudade) / Anabela - Single - Discossete - 1989 - DSG635
- Mãe (três letras de saudade) - LP - Discossete - 1989 - LP635
- Por Ti - LP - 1990
- Mais e Mais / More And More - Single - Discossete - 1990 - DSG - 691
- E Até Quando / Sentimental Vou Ficar - Single - VC/EMI - 1991
- Anjo Vingador - LP - EMI - 1992
- Quem é, Quem é? - LP - EMI - 1993
- Champanhe E Amor - EMI - 1996
- Todos Os Sucessos - EMI - 1996
- Chama o António - Série Caravela - CD - EMI - 1997
- Aguenta-te Com Esta - CD - Espacial - 1997
- Estupidamente Apaixonado - Espacial - 1998
- Tu Foste o Grande Amor - Espacial - 2000
- Eternamente Teu - Espacial - - 2002
- Na Casa do Toy - Som Livre - 2003
- É Só Sexo - Espacial - 2004
- Sou Português - Espacial -2005
- Romântico - Espacial - 2005
- Grandes Êxitos - EMI - 2006
- Directo Ao Coração Ao Vivo - Espacial - 2007 [CD e DVD]
- Recordações - Espacial - 2008
- Recordações 2 - Espacial - 2009
- Recordações 3 - Espacial - 2010
- Exitos - Espacial - 2011
- Enquanto estou vivo - Espacial - 2012
- Um Amor Especial - Ao Vivo (CD+DVD) - Espacial (2014)
- Coração Não Tem Idade - Espacial - 2017
- Verão e Amor( Cerveja no Congelador) - Espacial-2020
- Isto é Paixão - 2021